# Cantone di Muzillac
Il Cantone di Muzillac è una divisione amministrativa dell'arrondissement di Vannes.
A seguito della riforma approvata con decreto del 21 febbraio 2014, che ha avuto attuazione dopo le elezioni dipartimentali del 2015, è passato da 7 a 15 comuni.

## Composizione
I 7 comuni facenti parte prima della riforma del 2014 erano:
- Ambon
- Arzal
- Billiers
- Damgan
- Le Guerno
- Muzillac
- Noyal-Muzillac

Dal 2015 i comuni appartenenti al cantone sono i seguenti 15:
- Ambon
- Arzal
- Billiers
- Camoël
- Damgan
- Férel
- Le Guerno
- Marzan
- Muzillac
- Nivillac
- Noyal-Muzillac
- Péaule
- Pénestin
- La Roche-Bernard
- Saint-Dolay